# Gruz 200
Gruz 200 (russisk: Груз 200) er en russisk spillefilm fra 2007 af Aleksej Balabanov.

## Medvirkende
- Agnija Kuznetsova som Anzjelika Nabojeva
- Aleksej Polujan som Zjurov
- Leonid Gromov som Artjom Kazakov
- Aleksej Serebrjakov som Aleksej Belov
- Leonid Bitjevin som Valerij Buadze